# Maximilian von Bothmer
Maximilian Joseph Graf von Bothmer (* 9. Februar 1816 in München; † 9. Oktober 1878 ebenda) war ein bayerischer Generalleutnant, Generalquartiermeister der Armee und Reichsrat.

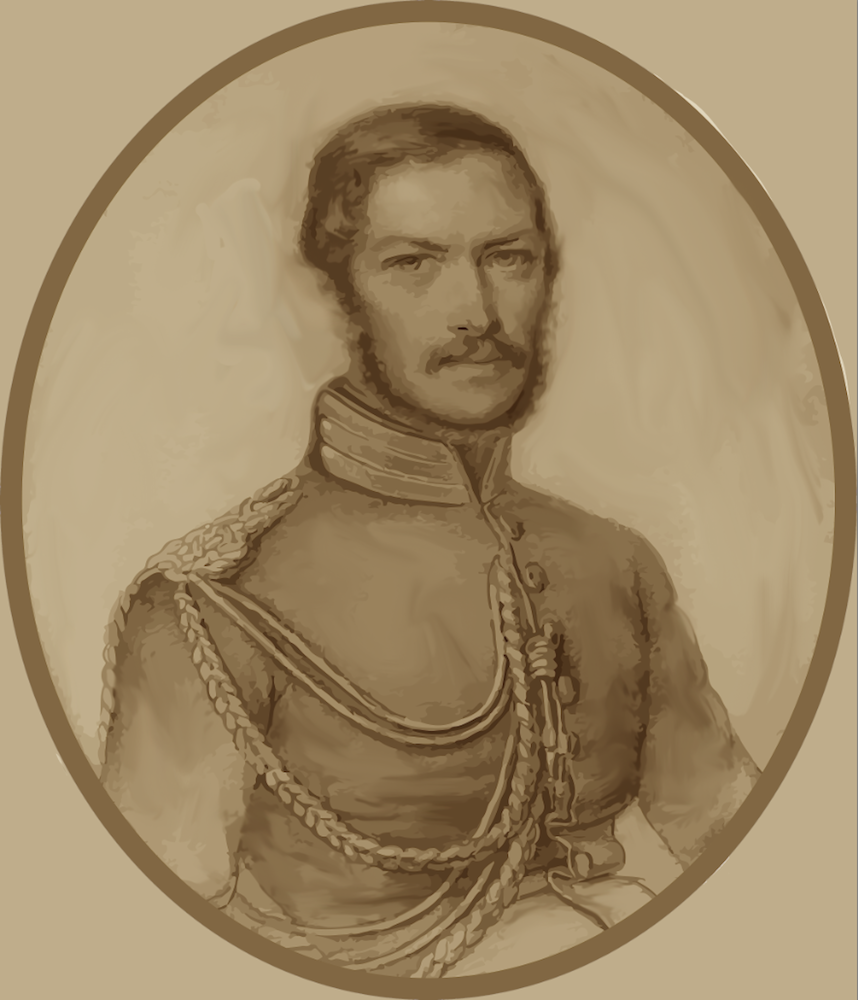
Porträt von Maximilian Graf von Bothmer

## Leben

### Herkunft
Maximilian war ein Sohn des württembergischen Gesandten am Bayerischen Hof Karl von Bothmer (1770–1845) und dessen Ehefrau Antoinette, geborene Freiin von Hanstein. Er hatte noch vier Brüder, darunter der bayerische General der Infanterie Friedrich von Bothmer (1805–1886).

### Militärkarriere
Nach dem Besuch des Münchner Kadettenkorps trat Bothmer am 13. August 1832 als Junker in das 1. Artillerie-Regiment der Bayerischen Armee ein. Unter Beförderung zum Unterleutnant erfolgte Ende Januar 1833 seine Versetzung in das 2. Artillerie-Regiment. In den kommenden Jahren war er zur Gewehrfabrik in Amberg und zur Salpeter-Raffinerie in München kommandiert. Mit der Versetzung Anfang Januar 1840 zur Ouvriers-Kompanie nahm Bothmer eine Lehrtätigkeit für Mathematik am Kadettenkorps auf und wurde unter Belassung in dieser Stellung Ende Oktober 1845 als Oberleutnant wieder in das 1. Artillerie-Regiment versetzt. Anfang April 1848 ließ er sich beurlauben, um sich als Freiwilliger im Korps von der Tann an den Kämpfen im Rahmen der Schleswig-Holsteinischen Erhebung zu beteiligen.
Bothmer rückte zum Hauptmann im 2. Artillerie-Regiment auf und wurde Ende August 1848 in den Generalquartiermeisterstab versetzt. Er stieg Ende März 1855 zum Major auf, trat Ende Dezember 1858 mit der Versetzung in das 1. Artillerie-Regiment „Prinz Luitpold“ wieder in den Truppendienst zurück und wurde am 9. Mai 1859 unter Beförderung zum Oberstleutnant in das 3. Reitende Artillerie-Regiment „Königin“ versetzt. Ab Ende November 1863 war Bothmer bei der Zeughaus-Hauptdirektion tätig und avancierte Ende März 1866 zum Oberst. Nach der Mobilmachung anlässlich des Krieges gegen Preußen kehrte er am 20. Mai 1866 in den Generalquartiermeisterstab zurück und wirkte als Vorstand der Operationskanzlei. Durch Armee-Befehl vom 20. September 1866 erhielt Bothmer nach Kriegsende das Komturkreuz des Militärverdienstordens.
Prinz Karl als Oberbefehlshaber der mobilen bayerischen Truppen im vorangegangenen Krieg äußerte sich in einem Brief vom 28. September 1866 an seinen Bruder König Ludwig I. erneut insgesamt positiv über Bothmer. Nach der Beurlaubung Hermann von Schintling wurde Bothmer im Oktober zunächst mit der Wahrnehmung der Geschäfte als Generalquartiermeister beauftragt und am 14. April 1867 unter Beförderung zum Generalmajor zum Generalquartiermeister ernannt. Gemeinsam mit Oberst Carl Schoch (1821–1868) und Oberstleutnant Karl von Orff (1817–1895) fertigte er bald nach seinem Amtsantritt einen Bericht über die „Erfahrungen im vorangegangen Feldzuge“ an. Neben den Schilderungen der Mängel des Heeres und den Defiziten des Generalquartiermeisterstabes schlugen sie darin realisierbare Maßnahmen zur Verbesserungen der Lage vor. Im April/Mai 1867 war Bothmer auf Weisung seines Kriegsministers Pranckh und Genehmigung seines Königs zu Gesprächen mit hochrangigen Persönlichkeiten der Politischen Leitung und militärischen Führung Preußens in Berlin. Inhaltlich ging es dabei um Mobilmachungsangelegenheiten gegen Frankreich, die gegenseitige Entsendung von Militärbevollmächtigten und Aufschlüsse über die preußischen Militärstudienanstalten. Nach seiner Rückkehr nach München wurde auf seine Veranlassung der Generalquartiermeisterstab an die abteilungsmäßige Organisation des preußischen Großen Generalstabes Mitte Juli 1867 neu gegliedert. Am 27. November 1867 ernannte König Ludwig II. Bothmer zum lebenslänglichen Reichsrat der Krone Bayerns.
Im Zuge der von Kriegsminister Planckh in Zusammenarbeit mit Bothmer in die Wege eingeleiteten Heeresreform wurde bis zum Beginn des Krieges gegen Frankreich eine neue Kriegs- und Friedensgliederung eingeführt, die u. a. weitere Veränderung im Generalquartiermeisterstab und auch die Schaffung der Kriegsakademie in München nach sich zog.
Nach der Kriegserklärung Frankreichs am 19. Juli 1870 leitete Bothmer den gesamten Eisenbahnaufmarsch des I. und II. Armee-Korps in den Raum zwischen Germersheim und Landau in der Pfalz, bevor er Anfang August 1870 als Bevollmächtigter Bayerns im Hauptquartier der 3. Armee wirkte. Dort erhielt er, wie alle anderen beorderten bayerischen Generalquartiermeisterstabsoffiziere, keine verantwortungsvollen Aufgaben und hatte somit auch kaum Einfluss auf die operative Führung der Armee. Seine Tätigkeit beschränkte sich im Wesentlichen auf die Meldung von Tagesberichten über das Kriegsgeschehen an den Kriegsminister in München.

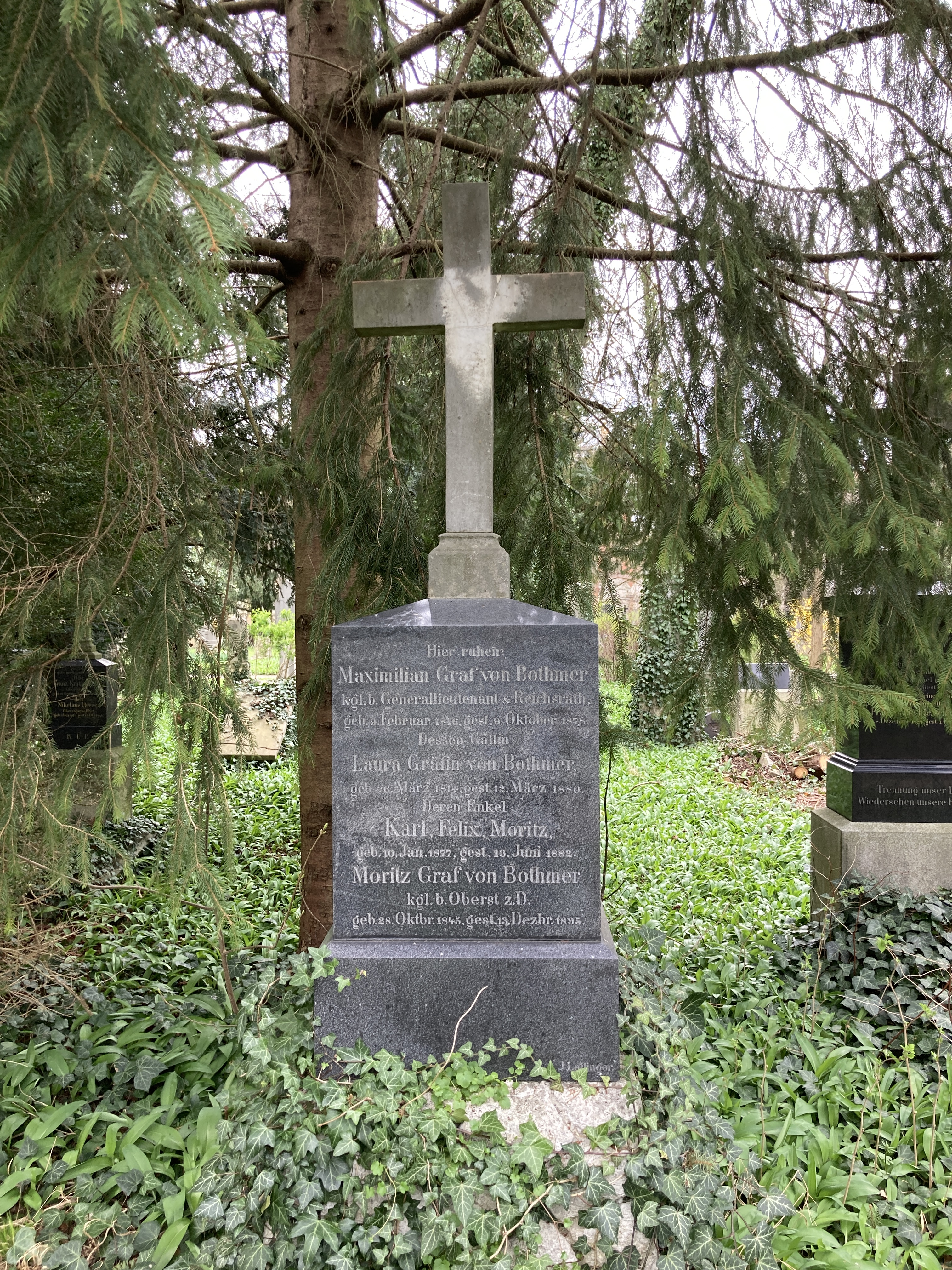
Grab von Maximilian Bothmer auf dem Alten Südlichen Friedhof in München

Für seine Leistungen während des Krieges verlieh ihm Ludwig II. das Großkomturkreuz seines Militärverdienstordens und daneben erhielt er die Erlaubnis zur Annahme des Eisernen Kreuzes II. Klasse, des Roten Adlerordens II. Klasse mit Stern und Schwertern sowie des Großkreuzes des Albrechts-Ordens mit Kriegsdekoration.
Durch die Novemberverträge und dem damit verbundene Beitritt Bayerns zum Deutschen Bund, aus dem das Deutsche Kaiserreich resultierte, bedeutete für den Generalquartiermeisterstab der Armee einen wesentlichen Verlust an Aufgaben. Ihm wurde durch die Bestimmungen die gesamte strategisch-operative Planung und Führung in Kriegszeiten genommen und war somit ausschließlich auf die Friedensaufgaben beschränkt.
Bothmer übernahm am 9. Juni 1871 in München wieder seine Dienstgeschäfte als Generalquartiermeister. In dieser Stellung wurde er am 24. April 1873 zum Generalleutnant befördert und erhielt am 12. August 1878 in Würdigung seiner fünfzigjährigen Dienstzeit das Ehrenkreuz des Ludwigsorden. Zwei Monate später starb er in Ausübung seines Dienstes im Alter von 62 Jahren.
Nach ihm wurde 1898 in München im Stadtteil Neuhausen (Stadtbezirk 9 – Neuhausen-Nymphenburg) die Bothmerstraße ⊙ benannt.

### Familie
Aus seiner am 8. Mai 1841 in Amberg geschlossenen Ehe mit Laura von Reichert (1814–1880) gingen folgende Kinder hervor:
- Robert (1842–1916) ⚭ 1871 Centa Berger (1854–1922)
- Clothilde (* 1844)
- Moritz (1845–1895) ⚭ 1877 Sophie von Taeuffenbach (1851–1920)
- Wilhelmine (* 1851)
- Felix (1852–1937) ⚭ 1882 Auguste von Baldinger (1855–1941)

Die Grabstätte von Maximilian Bothmer befindet sich auf dem Alten Südlichen Friedhof in München (Gräberfeld 36, Reihe 2, Platz 22/23) Standort. In dem Grab liegen auch seine Frau Laura und sein Sohn Moritz.